# Daniel López (wielrenner)
Daniel López Parada (A Coruña, 21 januari 1994) is een Spaans wielrenner die anno 2019 rijdt voor Burgos-BH.

## Carrière
Na in drie seizoenen meerdere overwinningen en ereplaatsen bij de amateurs te hebben behaald, maakte López in 2016 de overstap naar Burgos BH. In zijn tweede seizoen daar werd hij onder meer achtste in de Clásica de Almería en negende in de Ronde van La Rioja. In 2018 behaalde hij in de Ronde van het Qinghaimeer zijn eerste profzege.

## Belangrijkste overwinningen
2018
12e etappe Ronde van het Qinghaimeer

## Ploegen
- 2016 –  Burgos BH
- 2017 –  Burgos BH
- 2018 –  Burgos-BH
- 2019 –  Burgos-BH

Buru · Cubero · del Pino · López · Martín · Merino · Riutort · Robredo · Salas · Solé · Torres
Belda · Castrillo · Cubero · Jiménez · Jurado · Linares · López · Merino · Quiroz · Robredo · Rojo · Ruiz · Salas · Torres
Cabedo · Cubero · Ezquerra · González · Herklotz · Langellotti · López · Mamykin · Mendes · Merino · Mitri · Robredo · Rubio · Salas · Sessler · Simón · Torres
Bico · Bol · Cabedo · Cubero · Ezquerra · Fernandes · Fuentes · Gibson · Langellotti · López · Madrazo · Mitri · Peñalver · Robredo · Rubio · Sessler · Sureda · Vilela